# Brunsvigia marginata
Brunsvigia marginata är en amaryllisväxtart som först beskrevs av Nikolaus Joseph von Jacquin, och fick sitt nu gällande namn av William Townsend Aiton. Brunsvigia marginata ingår i släktet Brunsvigia och familjen amaryllisväxter. Inga underarter finns listade i Catalogue of Life.